# Cerdanya

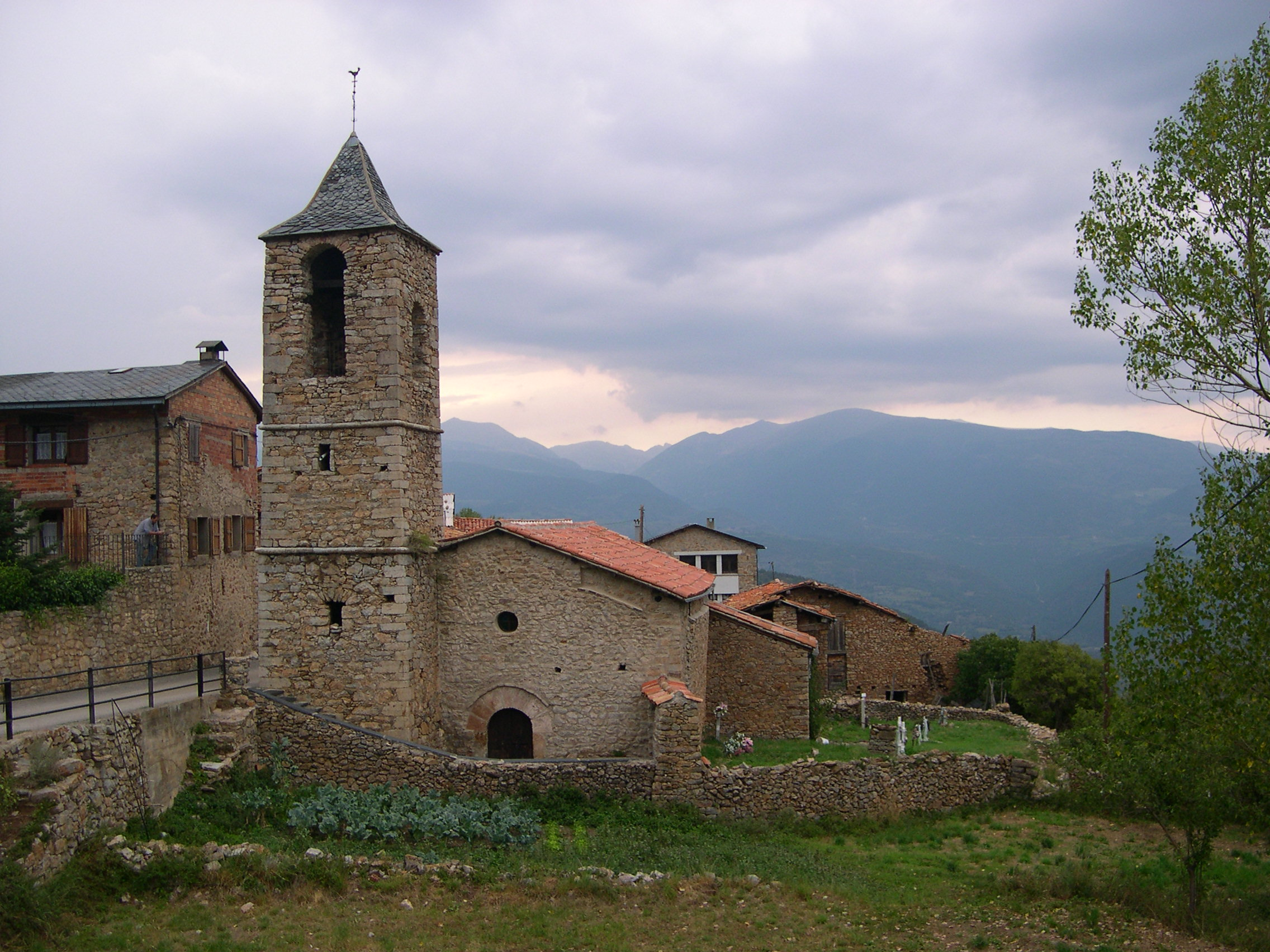
Kyrkan i Estana i grevskapet Cerdanya.

Cerdanya är ett grevskap, comarca, i norra Katalonien, i Spanien. Grevskapet ligger på gränsen mot Frankrike och Andorra. Huvudstaden heter Puigcerdà, med 8 910 innevånare 2013.

## Kommuner
Cerdanya är uppdelat i 17 kommuner, municipis.

- Alp
- Bellver de Cerdanya
- Bolvir
- Das
- Fontanals de Cerdanya
- Ger
- Guils de Cerdanya
- Isòvol
- Lles de Cerdanya
- Llívia
- Meranges
- Montellà i Martinet
- Prats i Sansor
- Prullans
- Puigcerdà
- Riu de Cerdanya
- Urús